# Östansjö, Rättviks kommun
Östansjö är en by i Ore socken, Rättviks kommun.
Östansjö har varit en av Ores största byar, 1631 fanns 28 gårdar i byn. Östanvik var ursprungligen hemfäbod till Östansjö innan en del av gårdarna utflyttades dit och Östanvik avsöndrades som by i samband med storskiftet. I Östansjö fanns under 1900-talet skomakeri och kopparslageri.

## Källa
- Ore - socknen och kommunen del I, andra upplagan, 1976,